# Brătești, Bihor
Brătești este un sat în comuna Răbăgani din județul Bihor, Crișana, România. La recensământul din 2002 avea o populație de 149 locuitori.

## Vezi și
- Biserica de lemn din Brătești